# Torre della Catena (Padova)

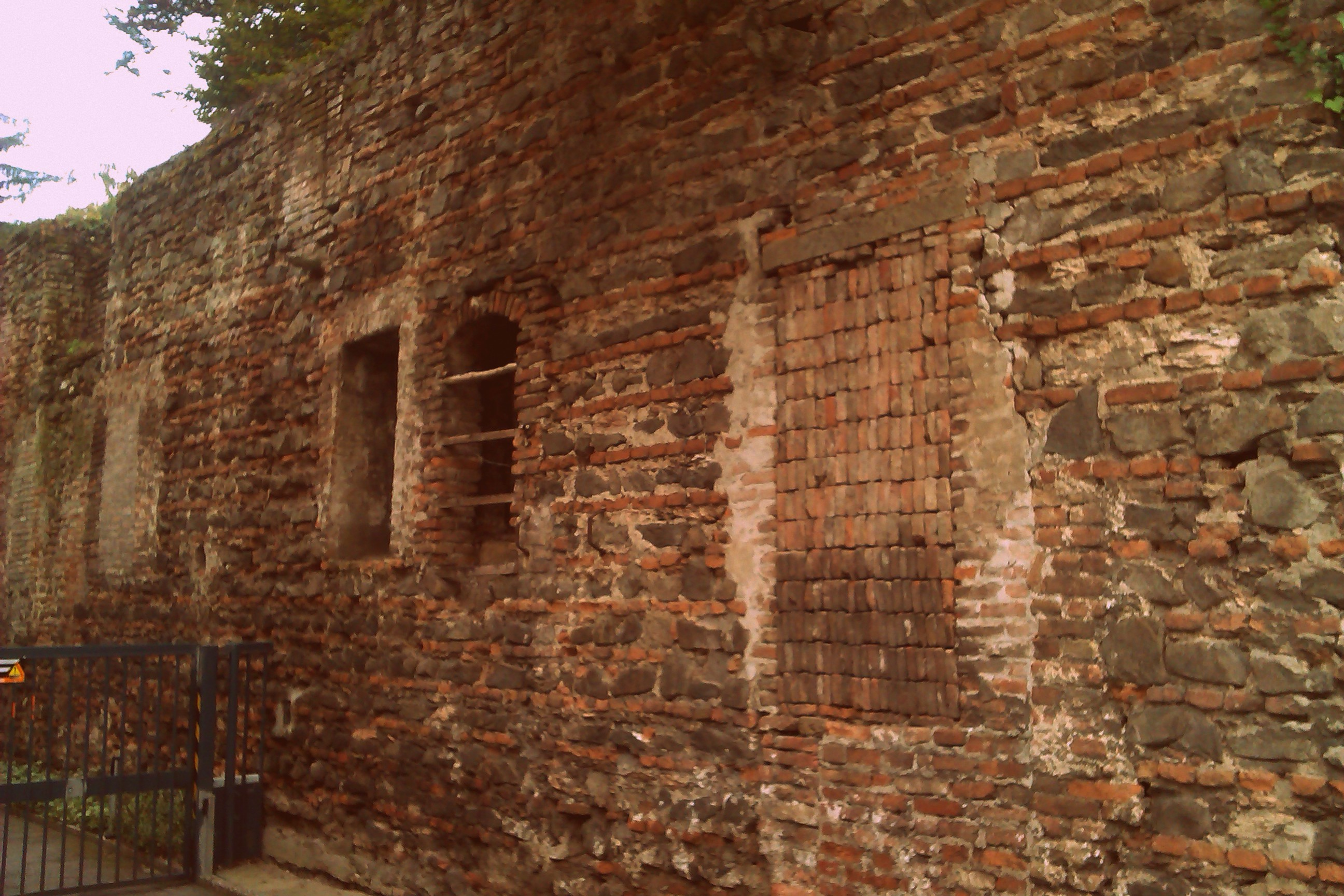
Le mura del Soccorso

La Torre della Catena, conosciuta anche come Torre del Soccorso o Torre del Diavolo oppure come Torre del Boia, è un edificio militare costruito tra il XII secolo ed il XIII secolo sulla fortificazione del Soccorso, che - collegata alla Cittadella Vecchia - permetteva sortite di cavalleria. Oggi di proprietà privata, con altri brani di muraglia medievale è visibile dalla Riviera Paleocapa. Dalla torre in età medievale si dipanava la catena che, collegata alla scomparsa Porta della Saracinesca Vecchia dall'altra parte del canale, andava a sbarrare il traffico fluviale e regolando quindi l'accesso delle imbarcazioni nella città. Inglobata in età rinascimentale nella cerchia muraria di Bartolomeo d'Alviano, fu poi denominata "del diavolo" probabilmente per il sinistro aspetto, che incuteva ai naviganti che entravano in città passandovi d'innanzi.